# Jaime Castrillón
Jaime Alberto Castrillón Vásquez (ur. 5 kwietnia 1983 w Puerto Nare) – piłkarz kolumbijski grający na pozycji lewego lub środkowego pomocnika.

## Kariera klubowa
Karierę piłkarską Castrillón rozpoczął w klubie Independiente Medellín. W 2002 roku zadebiutował w jego barwach w Copa Mustang. Już w debiutanckim sezonie 2002 stał się podstawowym zawodnikiem Independiente i wywalczył z nim wówczas mistrzostwo fazy Finalización. Z kolei w sezonie 2004 został mistrzem Kolumbii fazy Apertura. W Independiente grał do końca sezonu 2008.
Na początku 2009 roku Castrillón przeszedł do chińskiego zespołu Nanchang Hengyuan. Na koniec roku wywalczył z nim awans z China League One (II. szczebel rozgrywek) do Chinese Super League (I. szczebel rozgrywek). W Chinach grał przez sezon.
Na początku 2010 roku Castrillón wrócił do Kolumbii i został piłkarzem Once Caldas z miasta Manizales. W tamtym roku został z nim mistrzem fazy Finalización. W 2011 roku wrócił do Independiente Medellín.
W 2012 roku Castrillón przeszedł do klubu Major League Soccer, Colorado Rapids. W 2015 grał w Jacksonville Armada FC, a w 2016 został zawodnikiem Atlético Bucaramanga.
| Sezon | Klub                   | Kraj              | Rozgrywki        | Mecze | Bramki |
| ----- | ---------------------- | ----------------- | ---------------- | ----- | ------ |
| 2002  | Independiente Medellín | Kolumbia          | Copa Mustang     | 32    | 1      |
| 2003  | Independiente Medellín | Kolumbia          | Copa Mustang     | 16    | 0      |
| 2004  | Independiente Medellín | Kolumbia          | Copa Mustang     | 44    | 9      |
| 2005  | Independiente Medellín | Kolumbia          | Copa Mustang     | 37    | 8      |
| 2006  | Independiente Medellín | Kolumbia          | Copa Mustang     | 35    | 6      |
| 2007  | Independiente Medellín | Kolumbia          | Copa Mustang     | 38    | 14     |
| 2008  | Independiente Medellín | Kolumbia          | Copa Mustang     | 39    | 4      |
| 2009  | Nanchang Hengyuan      | Chiny             | China League One | 17    | 3      |
| 2010  | Once Caldas            | Kolumbia          | Copa Mustang     | 31    | 5      |
| 2011  | Independiente Medellín | Kolumbia          | Copa Mustang     | 35    | 11     |
| 2012  | Colorado Rapids        | Stany Zjednoczone | MLS              | 30    | 8      |
| 2013  | Colorado Rapids        | Stany Zjednoczone | MLS              | 11    | 1      |
| 2015  | Jacksonville Armada FC | Stany Zjednoczone | NASL             | 27    | 3      |
| 2016  | Atlético Bucaramanga   | Kolumbia          | Copa Mustang     |       |        |

## Kariera reprezentacyjna
W reprezentacji Kolumbii Castrillón zadebiutował 6 lipca 2004 roku w wygranym 1:0 meczu Copa América 2004 z Wenezuelą. Był to jego jedyny mecz w tamtym turnieju. W 2007 roku wystąpił w 2 spotkaniach Copa América 2007, w których strzelił po golu: z Argentyną (2:4) i ze Stanami Zjednoczonymi (1:0). W 2003 roku z kadrą U-20 zajął 3. miejsce w Mistrzostwach Świata U-20.

## Sukcesy
- Copa Mustang (3)

Independiente Medellín: 2002 (Finalización), 2004 (Apertura), Once Caldas: 2010 (Finalización)